# Pirates of the Caribbean: The Curse of the Black Pearl (videojuego)
Pirates of the Caribbean: The Curse of the Black Pearl es un videojuego del 2003 precuela a la película del mismo nombre, desarrollado por la compañía Británica Pocket Studios.

## Historia
Justo como en la película, Jack Sparrow no escucha a Barbossa y camina por la plancha. Entonces acaba en una jungla, más tarde se encuentra a sí mismo en Port Royal, luchando contra piratas y Soldados británicos a lo largo del camino.

## Modo de juego
El jugador juega como el Capitán Jack Sparrow y no puede salvar su progreso, en cambio el jugador tiene que recordar pistas de contraseñas que aparecen al final de cada nivel. En ciertos niveles, Jack controlará un barco y entra en batalla con otros barcos en puntos.

## Recepción
El juego recibió "generalmente críticas desfavorables" según revisión de videojuegos de Metacritic. GameSpot concluyó en su revisión, "en pocas palabras, el mínimo indispensable ha sido puesto en Piratas del Caribe." IGN notó que "la batalla entre pirata vs. pirata en los Piratas del Caribe resulta un destructor de botones tedioso y básico".